# Farmorsgöl (Överums socken, Småland)
Farmorsgöl är en sjö i Västerviks kommun i Småland och ingår i Storån-Botorpsströmmens kustområde.